# The Pusher
The Pusher ist eine schwedische Musikgruppe.

## Geschichte
The Pusher wurde im Sommer 2007 gegründet und besteht aus den Mitgliedern Pontus Karlsson (Schlagzeug), Jakke Erixson (Gesang, Bass), Karl-Ola Solem (Gitarre) und John Hårleman (Keyboard). Die vier Musiker stammen aus verschiedenen Orten in Schweden und sind zusammengekommen, um Musik zu machen. Die Band hat einen Vertrag mit der Plattenfirma EMI Music. 
Das Debütalbum The Art Of Hit Music erschien am 19. August 2011. Die erste Single Blinded By The Dark stieg direkt auf Platz eins der schwedischen iTunes-Charts. Mit Blow Me And Run folgte am 4. November 2011 die zweite Single-Auskoppelung.

## Trivia
Hårlemans Vorfahren haben den schwedischen Königspalast entworfen. Dadurch steht der Familie ein eigenes Zimmer in dem Palast zu. Außerdem ist sein Vater ein Ritter.
Erixson wurde in Gränna geboren, der Stadt, in der Polkagris erfunden wurde.

## Diskografie
- 2011: The Art of Hit Music (EMI)